# کویتمان (لوئیزیانا)
کویتمان (به انگلیسی: Quitman) شهری در ایالت لوئیزیانا کشور ایالات متحده آمریکا است که جمعیت آن در سرشماری سال ۲۰۱۰ میلادی، ۱۸۱ نفر بوده‌است.